# The Walking Dead: Daryl Dixon
The Walking Dead: Daryl Dixon és una sèrie de televisió postapocalíptica americana creada per David Zabel per AMC, basada en el personatge homònim de The Walking Dead. Pretén ser la cinquena sèrie derivada i la sisena sèrie de televisió de la franquícia The Walking Dead.
Norman Reedus reprèn el seu paper de Daryl Dixon de la sèrie de televisió original, al costat de Clémence Poésy i Adam Nagaitis interpretant nous personatges. El desenvolupament de la sèrie va començar el setembre del 2020. Originalment estava programat per incloure el personatge de Carol Peletier, però va ser anul·lada per problemes logístics que involucren l'actriu Melissa McBride, de manera que el focus de la sèrie es va traslladar a Daryl. Tanmateix, el juny de 2023 es va informar que McBride apareixerà al programa com el seu personatge en certa manera. El títol de la sèrie es va anunciar l'octubre de 2022. El rodatge va començar a París aquell mes, amb càsting addicional a partir del novembre.
The Walking Dead: Daryl Dixon s'estrenarà el 10 de setembre de 2023 i constarà de sis episodis. El juliol de 2023, abans del llançament de la primera temporada, es va anunciar que la sèrie s'havia renovat per a una segona temporada.

## Argument
Després dels esdeveniments de The Walking Dead, Daryl Dixon va anar a buscar en Rick i en Miccone ma des d'Amèrica va acabar a França. La sèrie narra el seu viatge per una nació caòtica però resistent mentre intenta trobar un camí de tornada a casa; un desig que es complica com a conseqüència de les relacions que establirà.

## Episodis
| Temporada | Temporada         | Episodis | Emissió a EUA          | Emissió a EUA         |
| Temporada | Temporada         | Episodis | Estrena                | Final                 |
| --------- | ----------------- | -------- | ---------------------- | --------------------- |
|           | Primera temporada | 6        | 10 de setembre de 2023 | 15 d'octubre de 2023  |
|           | Segona temporada  | 6        | 29 de setembre de 2024 | 3 de novembre de 2024 |
|           | Tercera temporada | 6        | 7 de setembre de 2025  | A anunciar            |

### Primera temporada (2023)
| # | Núm. | Títol original              | Dirigit per     | Escrit per                  | Data d'estrena als Estats Units |
| - | ---- | --------------------------- | --------------- | --------------------------- | ------------------------------- |
| 1 | 1    | «L'ame Perdue»              | Daniel Percival | David Zabel                 | 10 de setembre de 2023          |
| 2 | 2    | «Alouette»                  | Daniel Percival | Jason Richman & David Zabel | 17 de setembre de 2023          |
| 3 | 3    | «Paris Sera Toujours Paris» | Tim Southam     | Coline Abert                | 24 de setembre de 2023          |
| 4 | 4    | «La Dame de Fer»            | Tim Southam     | Shannon Goss                | 1 d'octubre de 2023             |
| 5 | 5    | «Deux Amours»               | Shannon Goss    | Jason Richman & David Zabel | 8 d'octubre de 2023             |
| 6 | 6    | «Coming Home»               | Daniel Percival | Laura Snow & Jason Richman  | 15 d'octubre de 2023            |

### Segona temporada (2024)
| #  | Núm. | Títol original                 | Dirigit per     | Escrit per                               | Data d'estrena als Estats Units |
| -- | ---- | ------------------------------ | --------------- | ---------------------------------------- | ------------------------------- |
| 7  | 1    | «La Gentillesse des Étrangers» | Greg Nicotero   | Shannon Goss                             | 29 de setembre de 2024          |
| 8  | 2    | «Moulin Rouge»                 | Daniel Percival | Keith Staskiewicz                        | 6 d'octubre de 2024             |
| 9  | 3    | «L'Invisible»                  | Michael Slovis  | Lisa Zwerling                            | 13 d'octubre de 2024            |
| 10 | 4    | «La Paradis Pour Toi»          | Michael Slovis  | Jason Richman & David Zabel              | 20 d'octubre de 2024            |
| 11 | 5    | «Vouloir, C'est Pouvoir»       | Daniel Percival | Jason Richman & David Zabel              | 27 d'octubre de 2024            |
| 12 | 6    | «Au Revoir les Enfants»        | Daniel Percival | Laura Snow & Jason Richman & David Zabel | 3 de novembre de 2024           |

## Repartiment

### Personatges principals
- Daryl Dixon (temporada 1-present), interpretat per Norman Reedus.
Un caçador hàbil d'Alexandria, membre original del grup format a Atlanta juntament amb Rick Grimes i posterior membre de les forces armades de la Commonwealth. Es despertarà a França després de creuar l'oceà Atlàntic i haurà d'esbrinar com arribar a casa, però abans que res per què hi és.
- Isabelle Carrière (temporades 1-2), interpretada per Clémence Poésy.
Originària de París, té un passat fosc darrere d'ella. És membre d'un grup religiós progressista, al qual s'unirà Daryl.
- Laurent Carrière (temporades 1-2), interpretat per Louis Puech Scigliuzzi.
- Sylvie (temporades 1-2), interpretada per Laïka Blanc-Francard.
- Marion Genet (temporades 1-2), interpretada per Anne Charrier.
- Stéphane Codron (temporades 1-2), interpretat per Romain Levi,
- Quinn (temporada 1), interpretat per Adam Nagaitis.
Propietari de Demimonde, un club nocturn subterrani de París.
- Carol Peletier (convidat: temporada 1; regular: temporada 2-present), interpretada per Melissa McBride
- Losang (convidat: temporada 1; regular: temporada 2), interpretat per Joel de la Fuente.

### Personatges secundaris
- Fallou Boukar (temporades 1-2), interpretat per Eriq Ebouaney.

## Producció

### Desenvolupament
La sèrie va ser anunciada el setembre de 2020 per Angela Kang i Scott M. Gimple. Reedus i McBride van signar per repetir els seus papers respectius de la sèrie de televisió.
L'abril de 2022, McBride va sortir de la sèrie per motius logístics, ja que el programa es va rodar a mitjans del 2022 a Europa i no va ser possible que McBride estigués amb el programa amb aquesta configuració. La sèrie va ser reelaborada com un únic projecte de Daryl. Dies després, Kang havia deixat el paper de showrunner i va ser substituït per David Zabel. Segons els informes, l'acord s'havia tancat les darreres setmanes abans de la sortida de McBride del programa. A l'octubre, la sèrie va rebre el títol Daryl Dixon. El gener de 2023, es va anunciar que la sèrie es titularia The Walking Dead: Daryl Dixon i s'estrenaria més tard el 2023. El juliol de 2023, abans del llançament de la primera temporada, es va anunciar que la sèrie s'havia renovat per a una segona temporada.

### Repartiment
El novembre de 2022, Clémence Poésy i Adam Nagaitis es van afegir al repartiment principal. El febrer de 2023, Anne Charrier, Eriq Ebanouey, Laika Blanc Francard, Romain Levi i Louis Puech Scigliuzzi es van anunciar com a membres addicionals del repartiment. L'actor Jeffrey Dean Morgan va indicar en un tuit el juny de 2023 que Melissa McBride tornarà a interpretar Carol en certa manera.

### Redacció
El setembre de 2020, Kang va ser contractada com a showrunner després d'haver dirigit les tres últimes temporades de The Walking Dead.
L'abril de 2022, Kang va renunciar a causa d'altres compromisos i Zabel havia assumit el paper, els guions ja s'estaven escrivint en aquest moment, però va haver de ser reelaborat després de la marxa de McBride. Al setembre, en una entrevista a Entertainment Weekly, Reedus va explicar que la sèrie aniria en una direcció oposada a la sèrie principal, ja que seria una història completament diferent de la que ja hem vist amb Daryl. El mes següent, Reedus va dir que hi hauria cares conegudes de la sèrie principal en el spin-off.

### Filmació
La fotografia principal va començar el 24 d'octubre de 2022 a París, França.

## Alliberament
La sèrie està programada per estrenar-se el 10 de setembre de 2023.